# Sunabeda
Sunabeda là một thị xã và là nơi đặt ủy ban khu vực quy hoạch (notified area committee) của quận Koraput thuộc bang Orissa, Ấn Độ.

## Nhân khẩu
Theo điều tra dân số năm 2001 của Ấn Độ, Sunabeda có dân số 58.647 người. Phái nam chiếm 52% tổng số dân và phái nữ chiếm 48%. Sunabeda có tỷ lệ 62% biết đọc biết viết, cao hơn tỷ lệ trung bình toàn quốc là 59,5%: tỷ lệ cho phái nam là 69%, và tỷ lệ cho phái nữ là 54%. Tại Sunabeda, 12% dân số nhỏ hơn 6 tuổi.